# آرامگاه فارست لان مموریال پارک (گلندیل)

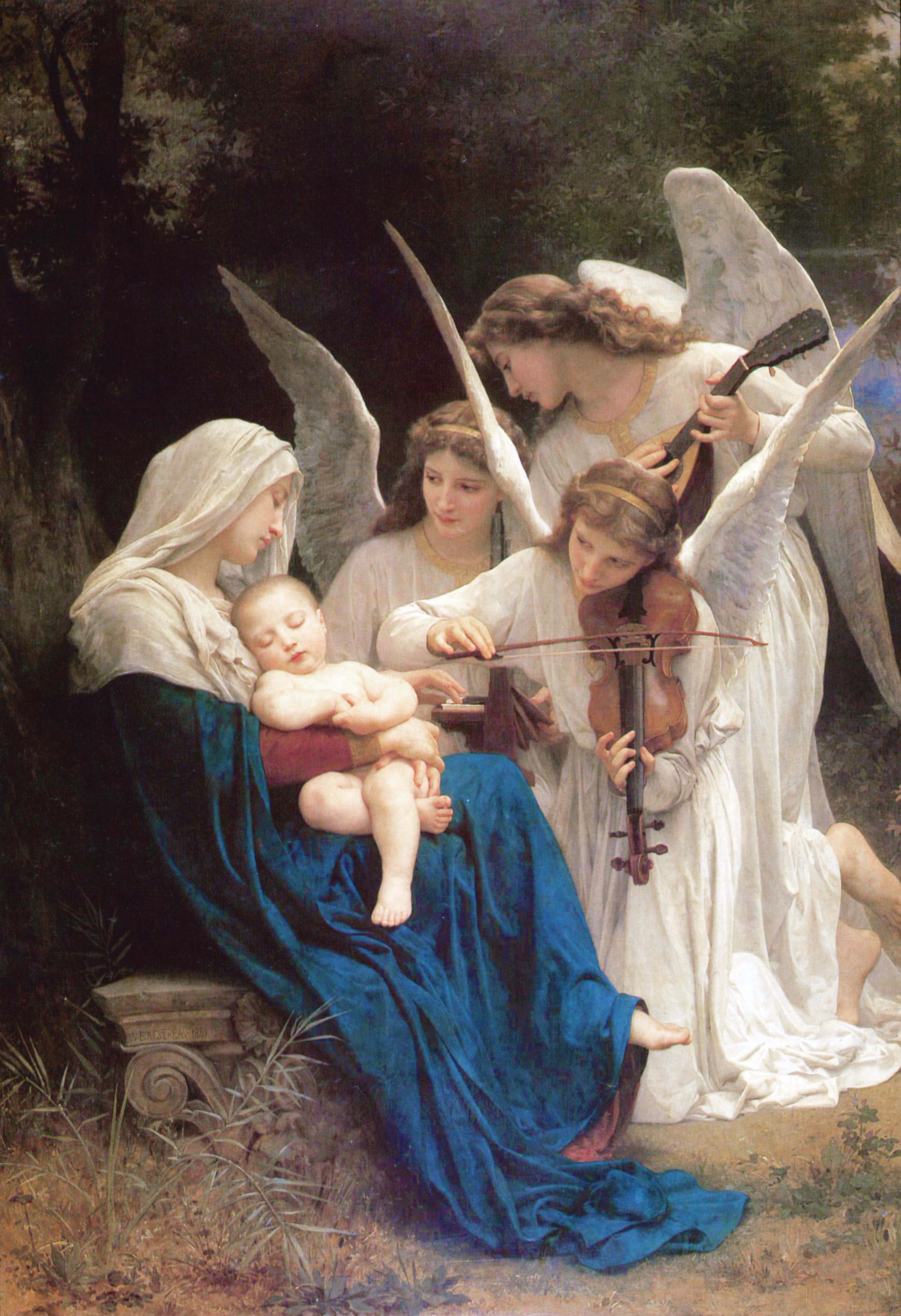
آواز فرشتگان اثر ویلیام-آدولف بوگرو، ۱۸۸۱ میلادی، ابعاد: ۲۱۳.۴ × ۱۵۲.۴ سانتی‌متر.

آرامگاه فارست لان مموریال پارک (انگلیسی: Forest Lawn Memorial Park) نام گورستانی در شهر گلندیل در ایالت کالیفرنیا در آمریکا است.
این گورستانِ همگانی، توسط یک شرکت خصوصی به نام «فارست لان» مدیریت و اداره می‌شود که صاحب چندین گورستان زنجیره‌ای در جنوب کالیفرنیاست. این آرامگاه یک موزه هم دارد و یکی از مشهورترین آثار موجود در مجموعه دائمی آن، تابلوی نقاشی رنگ‌روغن با عنوان آواز فرشتگان است که توسط هنرمند فرانسوی ویلیام-آدولف بوگرو (۱۸۲۵–۱۹۰۵) در سال ۱۸۸۱ کشیده شده است.
آرامگاه فارست لان مموریال پارک در ابتدا در سیاست‌های تبعیض نژادی مشارکت داشت و «برای دهه‌ها از پذیرش سیاه‌پوستان، یهودیان و چینی‌ها خودداری می‌کرد».

## به‌خاک‌سپرده‌شدگان مشهور

### الف
- بادی آدلر
- جیمز آرنس
- لوئیس آستین
- رابرت آلدا
- الویا آلمن
- گریسی آلن
- آسترید آلوین
- لونا آندره
- رالف ادواردز
- لیون ارول
- راس الکساندر
- جون الیسون
- ری انرایت
- یوجین اوبراین
- مرل اوبرون
- کتی اودانل
- کلیفورد اودتس
- جک اوکی
- چارلز استانتون اوگل
- ماریا اوسپنسکایا
- کالبرت اولسن
- گرترود اولمستد
- ادنا می اولیور
- ماری ایتون

### ب
- دیوید باتلر
- ثیدا بارا
- جوزف باربرا
- بیلی بارتی
- بینی بارنز
- هوبرت باسورث
- لورن باکال
- کلارا بو
- ال. فرانک بام
- چارلز برابین
- بتی برانسون
- کلارنس براون
- جو ای براون
- جانی مک براون
- بیلی برد
- گریس بردلی
- آلیو بردن
- جرج برنز
- باب برنس
- رند بروکس
- جان برومفیلد
- دابلیو. آر. برنت
- وارنر بکستر
- بتی بلایت
- جیمز استوارت بلکتون
- کلارا بلندیک
- ماری بولند
- مونته بلو
- جون بلوندل
- ترو بوردمن
- فرانک بورزیگی
- فرانسیس بوشمن
- هامفری بوگارت
- هری بومونت
- ویلیام بوید
- فلورنس بیتس
- والاس بیری

### پ
- لیلی پالمر
- فرانکلین پاننگبورن
- مالا پاورز
- دیک پاول
- سوزان پیترز
- جک پیکفورد
- لاتی پیکفورد
- مری پیکفورد
- متیو پری
- پاول واکر

### ت
- لورن تاتل
- فرانک تاشلین
- اروینگ تالبرگ
- هنری تراورز
- بن ترپین
- اسپنسر تریسی
- لارنس تیبت
- آرت تیتوم
- الیزابت تیلور
- رابرت تیلور
- دیمیتری تیومکین

### ج
- مایکل جکسون
- السی جنیس
- روپرت جولیان
- ری جون
- جنیفر جونز
- هرمایونی جینگولد

### چ
- برتون چرچیل
- فرانک چرچیل
- جرج چندلر
- چارلی چیس
- لان چینی

### د
- مینتا دارفی
- جین دارول
- گوردون داگلاس
- لوید سی. داگلاس
- رُزی دالی
- ویلیام اچ. دانیلز
- بیلی داو
- دوروتی داونپورت
- تئودور درایزر
- کارو دردریان
- لوئیز درسر
- ماری درسلر
- ژرژ دلرو
- ویلیام دمارست
- کارول دمپستر
- دوروتی دندریج
- جونیور دورکین
- کارتر دِهِـیوِن
- والت دیزنی
- ریچارد دیکس
- دن دیلی
- رانی جیمز دیو
- جیم دیویس
- سامی دیویس جونیور
- میلدرد دیویس

### ر
- آلن راسکو
- بلوسوم راک
- وسلی راگلز
- جیم ران
- لو راولز
- شارلی روگلز
- روت رولان
- والاس رید
- لوسیل ریکسن
- جین ریموند

### ژ
- کینگ سی. ژیلت

### س
- پال ساتل
- هوشنگ سیحون

### ش
- نورما شیرر

### ف
- ویلیام فارنوم
- لری فاین
- دوایت فرای
- داگلاس فربنکس
- ال فرگوسن
- هلن فرگوسن
- دان فدرسن
- ارول فلین
- فرانک پی. فلینت
- نینا فوخ
- دبلیو. سی. فیلدز
- رومن فیلدینگ
- ماری فیلیپس

### ک
- ادوارد آ. کال
- جون کاپریس
- جک کارسون
- سو کارول
- رابرت کامینگز
- جودی کانووا
- ادوارد کرتیس
- دونالد کریسپ
- ویلیام کسل
- بادی کلارک
- آلیس کلهون
- المر کلیفتون
- ارله سی کنتون
- دوریس کنیون
- جان کوالن
- ادی کوکران
- الن کوربی
- مایکل کورتیز
- سم کوک
- ماریا کول
- نت کینگ کول
- هری کولکر
- فرد کوئیمبی
- ویلیام کیلی
- تام کین
- جرج کیوکر

### گ
- جو گرانت
- آلفرد گرین
- سیدنی گرین‌استریت
- ساموئل گلدوین
- ادموند گولدینگ
- کلارک گیبل
- جان گیلبرت

### ل
- الن لاد
- لاش لاریو
- تام لاندن
- کارول لمبارد
- کارول لندیس
- رابرت زی. لنرد
- ارنست لوبیچ
- آیدا لوپینو
- آنیتا لوئیس
- دوریس لوید
- فرانک لوید
- هارولد لوید
- رولند وی. لی
- آن لیدل
- مروین لیروی

### م
- چیکو مارکس
- تینا ماری
- روبن مامولیان
- برل مرسر
- جانت مک‌دانلد
- ماری مک‌دانلد
- ویکتور مک‌لاگلن
- نورمن زد مک‌لئود
- جانستون مک‌کالی
- جی. پی. مک‌گوان
- ماری مک‌لارن
- دل مور
- کلیتون مور
- پالی مورن
- آنتونیو مورنو
- تام میکس
- رابرت میلیکان
- وینسنت مینلی

### ن
- آلا نازیمووا
- تد نایت
- ماریان نیکسون
- آلفرد نیومن

### و
- اتل واترز
- جی وارد
- کلارا وارد
- بیل والش
- هال بی. والیس
- پل واکر
- نلا واکر
- جری والد
- لی وان کلیف
- تد وایلد
- ویلیام وایلر
- روی وب
- هنک وردن
- رولاند وست
- ماری ولز
- دبلیو. اس. ون دایک
- سم وود
- رابرت وولسی
- گرانت ویثرز
- جیمز ویل
- لوئیس ویلسون
- ارل ویلیامز
- اد وین
- کینن وین
- کلیر وینزر

### ه
- جون هاتن
- مایکل هاتچنس
- فیل هارتمن
- راسل هارلن
- جین هارلو
- ادیت هد
- ژان هرشولت
- ارنست هالر
- ادوارد اورت هورتون
- جیمز دبلیو هورن
- ویکتوریا هورن
- یوزف هوفمان
- فی هولدن
- هلن هولمز
- آلن هیل
- تلما هیل
- لوید هیوز

### ی
- رابرت یانگ
- پاراماهانزا یوگاناندا